# Мойнан-Аминдомаоя
Мойнан-Аминдомаоя (уст. Мойнан-Аминдома-оя) — река в России, протекает в Республике Карелия.

## Общая информация
Протекает по территории Муезерского и Медвежьегорского районов. Впадает в реку Аминдомаоя в 7 км от её устья по левому берегу. Длина реки составляет 24 км, площадь водосборного бассейна — 113 км².

## Данные водного реестра
По данным государственного водного реестра России относится к Баренцево-Беломорскому бассейновому округу, водохозяйственный участок реки — Сегежа до Сегозерского гидроузла, включая озеро Сег-озеро. Речной бассейн реки — бассейны рек Кольского полуострова и Карелии, впадает в Белое море. Код водного объекта в государственном водном реестре — 02020001112102000006026.